# Idiochlora takahashii
Idiochlora takahashii là một loài bướm đêm trong họ Geometridae.